# Galambgombák
A galambgombák (Russula) az Agaricomycetes osztályának galambgomba-alkatúak (Russulales) rendjébe, ezen belül a galambgombafélék (Russulaceae) családjába tartozó nemzetség.

## Tudnivalók
A körülbelül 1243 fajt összefoglaló galambgombák nemzetség világszerte elterjedt és gyakori. Családjának típusnemzetségét alkotja. Fajai nagyobb méretüknek és élénk színeiknek köszönhetően eléggé könnyen felismerhetőek. Köztük egyaránt vannak ehető és mérgező fajok is. Az összes galambgombafaj mikorrhizás szimbiózisban él valamilyen növénnyel, főleg fával. Évszakonként fontos tápláléka lehet a csigáknak (Gastropoda), mókusféléknek (Sciuridae) és a szarvasféléknek (Cervidae). A nemzetséget 1796-ban Christiaan Hendrik Persoon német-holland mikológus alkotta meg.

### Fordítás
- Ez a szócikk részben vagy egészben  a   Russula című angol Wikipédia-szócikk ezen változatának fordításán alapul.  Az eredeti cikk szerkesztőit annak laptörténete sorolja fel. Ez a jelzés csupán a megfogalmazás eredetét és a szerzői jogokat jelzi, nem szolgál a cikkben szereplő információk forrásmegjelöléseként.